# Юрій Наримунтович
Юрій Наримунтович (? — після 1398) — князь крем'янецький (бл.1350 — до 1352), князь белзький (1352—1377, 1383—1387), холмський (бл.1349 — бл.1377), новгородський (1378—1383). Васал і соратник волинського князя Любарта, від якого отримав Холмське та Белзьке князівства на Волині. Син литовського князя Наримунта, внук великого князя литовського, Гедиміна.

## З життєпису
Молодший з п'ятьох синів удільного князя пінського Наримунта-Гліба Гедиміновича, що загинув у битві з хрестоносцями 1348 року. Матір'ю вважається або донька ординського мірзи чи улусбека або якогось з руських князів Волині чи Галичини.
Уперше згадується в джерелах у тексті польсько-литовської угоди 1352 року, за умовами якої він мав тримати Кременець «от князей литовских и от [польского] короля». Втратив Кременець 1366 р., проте отримав від Казимира ІІІ Холм і Белз. Юрію Наримунтовичу також належали Грабовець, Щебрешин і Лопатин. У 1366—1370 роках — був його васалом.
Після смерті Казимира у 1370 р. відмовився визнавати себе васалом нового польського короля Людовіка І Великого. У 1376 р. разом з своїми дядьками, Любартом і Кейстутом взяв участь в спустошливому поході литовсько-руських сил на Малопольщу, союзні війська дійшли до Сандомира і Тарнува.
У 1377 Людовік здійснив похід на Холмщину та Волинь, відібрав Холм та Белз у Юрія, натомість дав йому в тримання Любачів. Взимку 1379/80 був відправлений Ягайлом до Новгорода Великого, де від імені великого князівства литовського прийняв владу.
У 1386 р. брав участь у коронації Ягайла в Кракові, але вже через кілька років перейшов на службу до князя Вітовта. Після низки колізій Юрій Наримунтович став, очевидно, володарем Пінська; принаймні саме йому як князю Юрію Пінському атрибутується підпис під Салінською угодою (1398).

## Родина
На думку низки дослідників синами Юрія Наримунтовича були
- Роман Юрійович (? — 1399) — князь Новгородський
- Іван Юрійович (? — 1399) — князь Белзький (до 1386—1388)